# 桃園市平鎮區忠貞國民小學
桃園市平鎮區忠貞國民小學（簡稱忠貞國小）是一所公立小學，位在臺灣桃園市平鎮區。
忠貞國小創校於1960年代，當時是一所眷村型小學。學校設有特教班、資源班、附設幼兒園。學校特色為中樂團、籃球隊、直笛隊。桃園縣政府亦在該校成立全臺首個「新移民學習中心」。

## 校史
雲南反共救國軍部分部隊於1954年經泰、緬輾轉遷臺，由中華民國國軍編為「忠貞部隊」，軍眷居住臺灣省桃園縣忠貞新村，學童暫時就讀霄裡國民學校（今桃園市八德區霄裡國民小學）等校。1960年，以平鎮鄉長陳增祥為主任委員，臺灣省議員葉寒青、杜顯信等21人為委員，桃園縣政府指派王年厚為幹事，成立國民學校建校籌備委員會，並經縣政府核准命名為桃園縣忠貞國民學校。當時，縣政府撥予專款建立國民學校的眷村，除了忠貞新村，尚有四維新村、中正新村。:34:550-551:664可以說忠貞國小是一所「眷村型小學」。
1961年5月18日，桃園縣政府令准正式設校，就讀鄰近各校的忠貞新村學童陸續轉入，8月遷入現（截至2014年）址上課。1965年開始供應學童營養午餐。1968年實施九年國民義務教育，改稱桃園縣忠貞國民小學，當時桃園縣立龍岡國民中學成立，暫借數間教室供其上課達月餘。:34-35民國六七零年代，地方發展，忠貞國小班級數一度達105班之多，1988年才因學區增設東安國小，逐漸減班。:664

## 教學
學校設有特教班（身心障礙學生）、資源班（身心或情緒、學習障礙學生）。另外，附設幼兒園在1993年8月成立。:665

## 特色

### 國樂團
忠貞國小國樂團成立於1983年，曾受邀在中華民國第9屆總統就職典禮中演出，也常出國巡演。:665國樂團的表現，受到海峽兩岸音樂家的肯定。2010年代，國樂團轉型，成立藝術才能班，有琴房、團練合奏室，學生除了合奏及主、副修樂器課程，還有音樂欣賞、音樂基礎訓練、樂理等音樂專長課程。

### 籃球隊

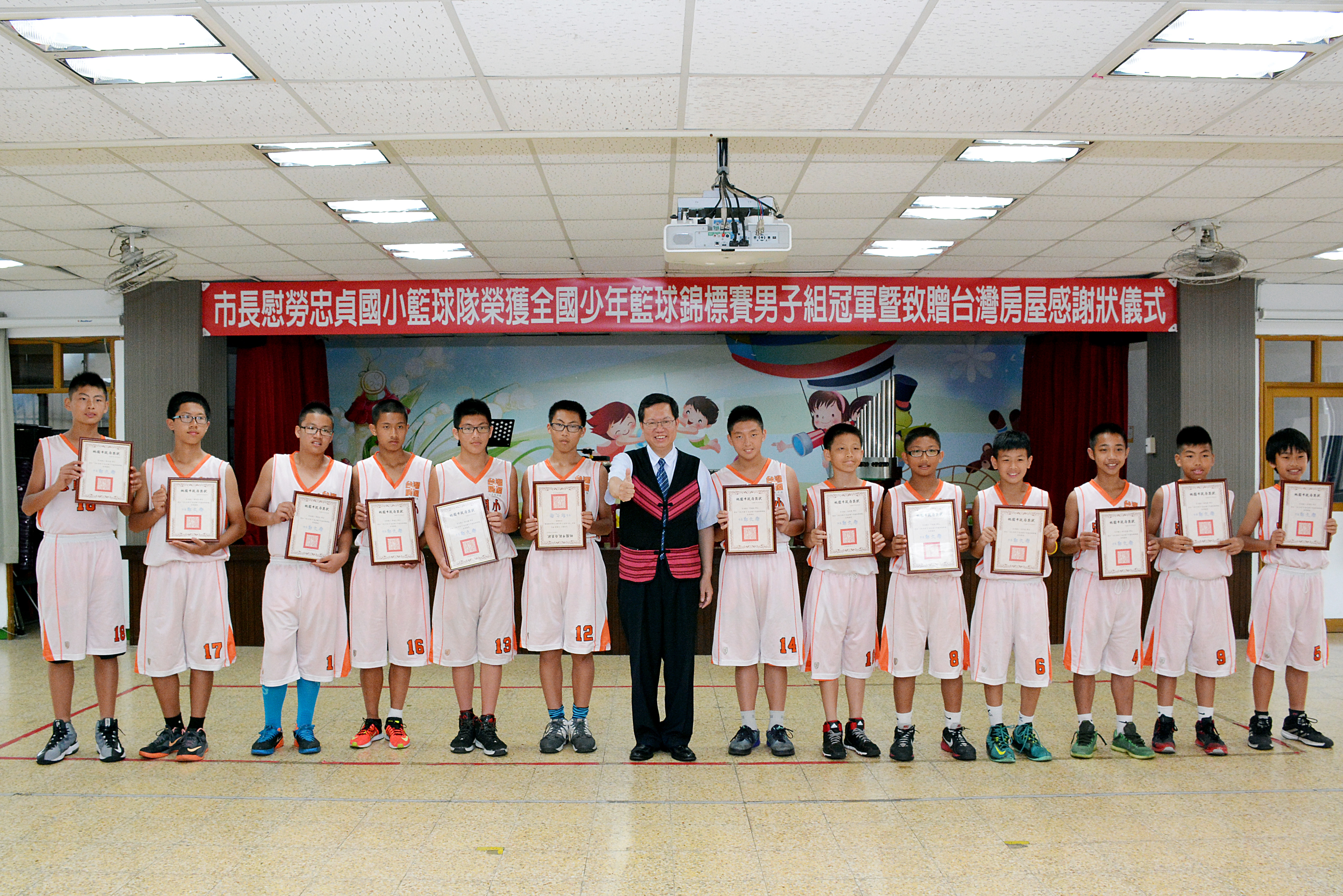
忠貞國小男子籃球隊與桃園市市長鄭文燦合影。

忠貞國小籃球隊1968年由教練熊繼楚創立。學校被稱為「少籃名校」。

### 直笛隊
2010年代，忠貞國小推動學生每人學習直笛，並遴選四、五、六年級學童有興趣者組成直笛隊。:666

### 新住民中心
中華民國教育部與桃園縣政府在忠貞國小設立臺灣第一個新移民學習中心，辦理新移民及其子女學習課程活動。:666（2020年，改為「南區新住民學習中心」。）

## 外部連結
- 官方网站